# Sonic the Hedgehog (tv-serie)
Sonic the Hedgehog (af fans ofte kaldet: Sonic SatAM, da serien typisk blev sendt lørdag morgen ("Saturday morning")) er en Amerikansk tegnefilmserie lavet af DIC Entertainment i samarbejde med Sega of America og ABC Productions, og er baseret på videospilserien. Serien blev sendt i to sæsoner på ABC fra den 18. september 1993 til den 3. december 1994, og blev genudsendt i maj 1995.
Serien handler om den kendte spilfigur, Sonic the Hedgehog som sammen med en stor klan af frihedskæmpere prøver at befri verden fra den onde Dr.Robotnik. (Robotson i den danske oversættelse.)
Dr.Robotnik som anførte kongerigets hær forrådte kongen og overtog på den måde verden. Dr. Robotnik gjorde alle indbyggere til sine slaver ve hjælp af sin Robotiziser som er i stand til at forvandle levende væsender til robotter. En af disse robotter er f.eks Sonic's onkel Chuck som blev forvandlet da Sonic var barn. Senere lykkedes det dog at få genskabt hans personlighed og frie vilje.
Sonic the Hedgehog havde mange nye figurer som ikke stammede fra de populære spil og som heller ikke kom til det efter (med undtagelser som Kameoer i Sonic Spinball). Nogle af disse figurer var blandt andet Prinsesse Sally, Bunnie Rabbot, Antoine, Dulcy og Rotor.
Der blev lavet 2 sæsoner af Sonic the Hedgehog og en 3. var planlagt men blev droppet til fordel for den meget populære serie Power Rangers der kørte samtidig. Senere blev der lavet en anden serie kaldet Sonic Underground, hvor man for første gang så Sonics bror, søster og mor. Sonic Underground havde dog næsten ikke noget med Sonic the Hedgehog serien at gøre og fokuserede meget mere på musik.
Serien kørte en periode på TV3 og havde dansk tale med kendisser som bl.a. Peter Mygind som Sonic. En lignende serie kaldet Adventures of Sonic the Hedgehog kørte tæt op af Sonic the Hedgehog og var kort sagt en mere børnevenlig serie hvor den mørke og dystre stemning var blevet tonet lidt ned, og delvis erstattet af humor.
Sonic the Hedgehog the Complete Series blev udgivet på DVD i 2007 i USA, men en dansk udgivelse er ikke blevet annonceret.
Serien havde en meget mørk og seriøs tone i kontrast til mange andre børneprogrammer der kørte på den tid.
Sonic the Hedgehog fik aldrig et spil bygget efter sig selvom der i en kort periode var et annonceret. Dog har fans lavet nogle som gratis kan hente på Internettet. Et af disse er spillet "Epoch".
Sonic the Hedgehog køre ikke længere på Dansk TV og ingen DVD'er eller VHS'er er blevet udgivet på dansk.